# Aeolus litoris
Aeolus litoris là một loài bọ cánh cứng trong họ Elateridae. Loài này được Wolcott miêu tả khoa học năm 1936.